# Баян (Стрітенський район)
Бая́н (рос. Баян) — село у складі Стрітенського району Забайкальського краю, Росія. Входить до складу Кокуйського міського поселення.

## Населення
Населення — 13 осіб (2010; 19 у 2002).
Національний склад (станом на 2002 рік):
- росіяни — 100 %